# Lipniki (Jedwabno)
Lipniki (deutsch Lipnicken) ist ein kleiner Ort in der polnischen Woiwodschaft Ermland-Masuren und gehört zur Gmina Jedwabno (1938 bis 1945 Gedwangen) im Powiat Szczycieński (Kreis Ortelsburg).

## Geographische Lage
Lipniki liegt in der südwestlichen Mitte der Woiwodschaft Ermland-Masuren, 28 Kilometer nordöstlich der einstigen Kreisstadt Neidenburg (polnisch Nidzica) bzw. 19 Kilometer westlich der heutigen Kreismetropole Szczytno (deutsch Ortelsburg).

## Geschichte
Der frühere kleine Gutsort Lipnicken (vor 1785 Lipniken) wurde 1720 gegründet. Im Jahre 1874 wurde die Landgemeinde in den neu errichteten Amtsbezirk Jedwabno eingegliedert, der – 1938 in „Amtsbezirk Gedwangen“ umbenannt – bis 1945 bestand und zum ostpreußischen Kreis Neidenburg gehörte. Im Jahre 1910 zählte Lipnicken 31 Einwohner.
Am 30. September 1928 verlor Lipnicken seine Eigenständigkeit und wurde in die Landgemeinde Jedwabno (1938 bis 1945 Gedwangen) eingemeindet.
In Kriegsfolge kam Lipnicken 1945 mit dem gesamten südlichen Ostpreußen zu Polen und erhielt die polnische Namensform „Lipniki“. Der Weiler (polnisch Osada) ist heute Sitz eines Schulzenamtes und eine Ortschaft im Verbund der Landgemeinde Jedwabno (Gedwangen) im Powiat Szczycieński (Kreis Ortelsburg), bis 1998 der Woiwodschaft Olsztyn, seither der Woiwodschaft Ermland-Masuren zugehörig.

## Kirche
Lipnicken war bis 1945 nach Jedwabno hin orientiert: zur dortigen evangelischen Kirche in der Kirchenprovinz Ostpreußen der Kirche der Altpreußischen Union und zur katholischen Pfarrkirche, die damals zum Bistum Ermland gehörte. 
Der Bezug zu Jedwabno besteht auch heute noch – innerhalb der Diözese Masuren der Evangelisch-Augsburgischen Kirche in Polen bzw. im jetzigen Erzbistum Ermland.

## Verkehr
Lipniki ist von Jedwabno aus auf direktem Wege zu erreichen, ebenso auch von Burdąg (Burdungen). Ein Bahnanschluss besteht nicht.